# Slovanské gymnázium
Slovanské gymnázium v Olomouci (oficiálním názvem Slovanské gymnázium, Olomouc, tř. Jiřího z Poděbrad 13) je, spolu s Gymnáziem na třídě Kapitána Jaroše v Brně, nejstarší střední školou s českým vyučovacím jazykem na Moravě. Čtyřleté studium, vyšší třídy osmiletého studia (kvinty až oktávy) a ředitelství sídlí v hlavní budově na třídě Jiřího z Poděbrad a šestiletá česko-francouzská sekce a většina nižších tříd osmiletého studia (primy až kvarty) sídlí v budově na Pasteurově ulici. Gymnázium obdrželo certifikát Label FrancÉducation.
Založeno bylo roku 1867 a po většinu svého působení bylo jedním z center vzdělanosti na střední Moravě, protože olomoucká univerzita (založená v roce 1573) byla zrušena roku 1860 a obnovena až roku 1946.

## Historie

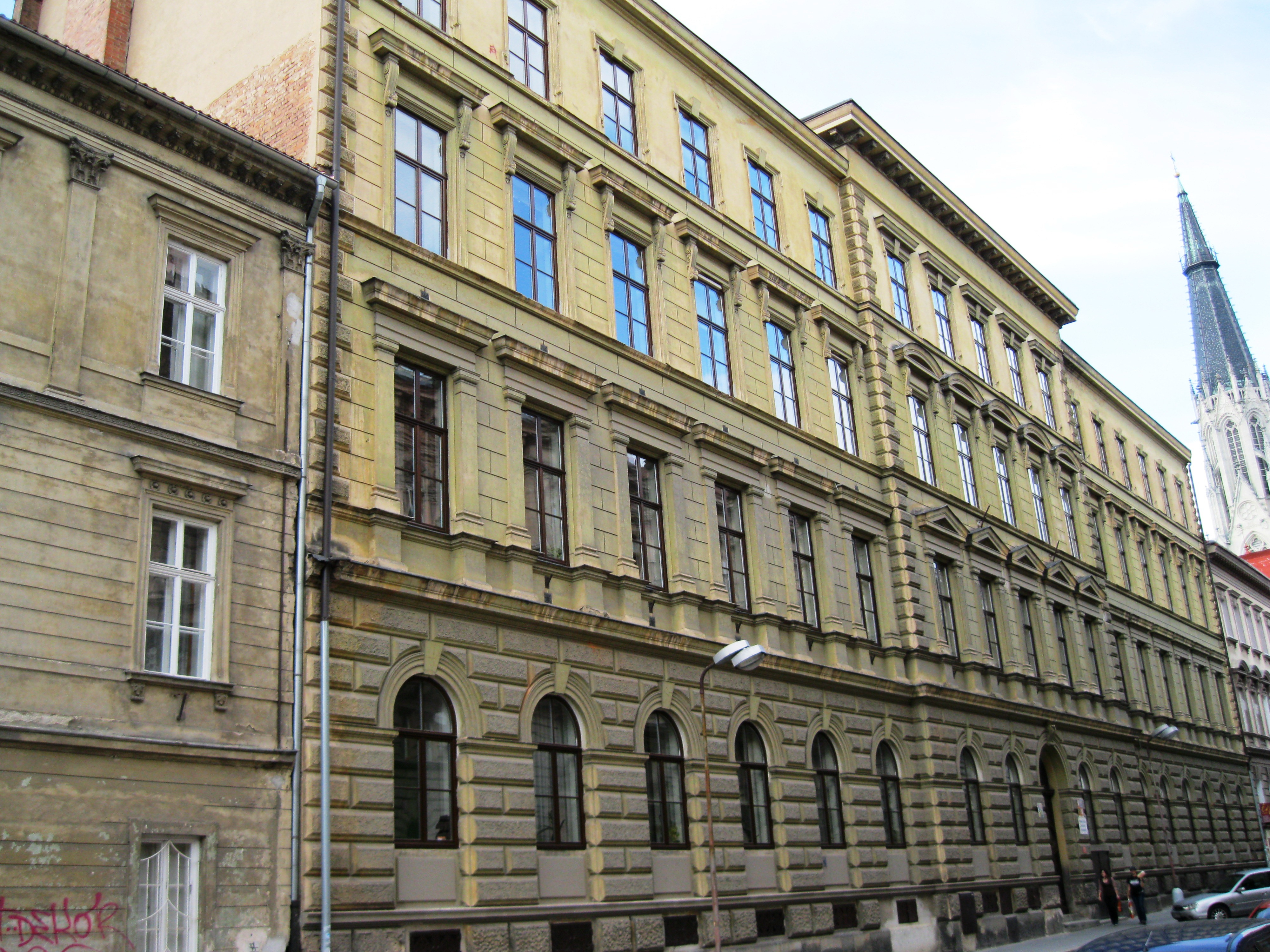
Dřívější budova Slovanského gymnázia v Kosinově ulici

Slovanské gymnázium bylo založeno 1. října 1867 a první maturity, u nichž byl přítomen císař František Josef I., proběhly v roce 1872. Škola však v tehdy německy orientované Olomouci dlouhou dobu neměla vlastní budovu, až od roku 1884 začala působit v budově na Kosinově ulici, vybudované z dobrovolných sbírek českých vlastenců (do té doby se vyučovalo v několika domech v Purkrabské ulici). Po změně režimu ale byla roku 1951 sloučena s Polívkovým reálným gymnáziem a současně byla přestěhována do jeho budovy na ulici Jiřího z Poděbrad, kde sídlí dodnes. O dva roky později byla dokonce degradována na jedenáctiletku.
Po určité době se ale úroveň školy začala opět zvedat. Experimentálně byly znovuzavedeny primy a sekundy (1968–1970) a v roce 1969 došlo k založení sekce Slovanského gymnázia při Vlastivědné společnosti muzejní. Roku 1986 byl otevřen obor s rozšířenou výukou matematiky a obor s rozšířenou výukou cizích jazyků. Ovšem až po sametové revoluci se škola stala opět tradičním gymnáziem, když jí byl k 3. září 1990 navrácen jak původní název Slovanské gymnázium, tak bylo zavedeno sedmileté studium a navíc založena česko-francouzská sekce, pro niž byla 13. února 1991 zprovozněna zrekonstruovaná budova v Pasteurově ulici. K 1. září 2013 pak byla otevřena dostavba budovy na ulici Jiřího z Poděbrad.

## Ředitelé gymnázia

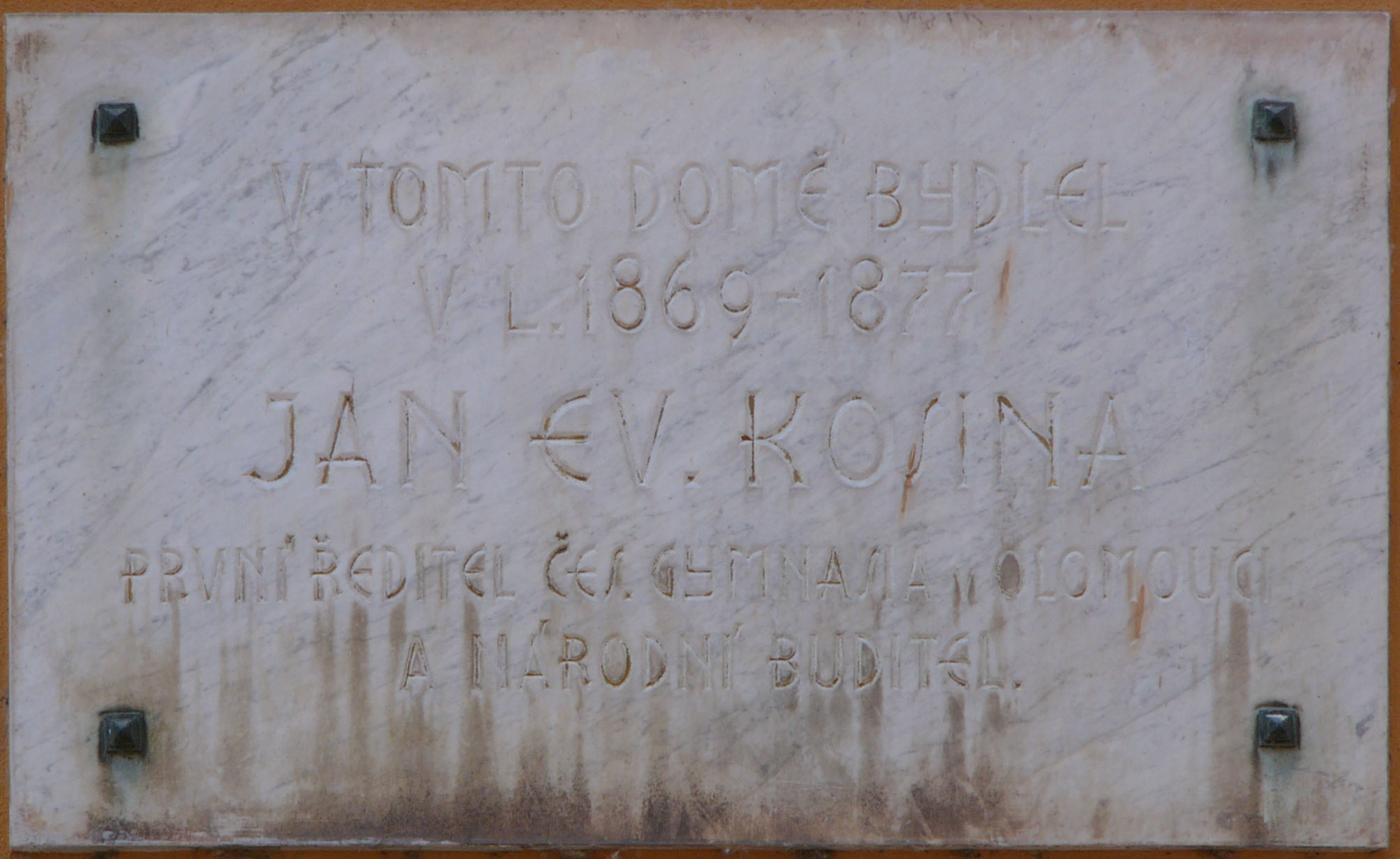
Pamětní deska prvního ředitele Jana Evangelisty Kosiny na Křižkovského ulici v Olomouci

- Jan Evangelista Kosina (1867–1877)
- Vojtěch Kotsmích (1878–1888)
- P. Maxmilián Vrzal (1889–1907)
- Karel Kořínek (1907–1920)
- Vít Hřivna (1920–1924)
- František Slavík (1924–1933)
- František Haderka (1934–1940; poté zdravotní dovolená, zastupuje Richard Strnad, od 10. 7. 1941 zastupuje Rostislav Bartocha)
- Rudolf Hikl (1941–1945; od 12. 5. 1945 zatímní správce PhDr. Jan Springer)
- PhDr. Jan Springer (1945–1948)
- PhDr. Jaroslav Hanáček (1949–1951)
- PaedDr. Miloslav Zedek (1951–1954)
- PhDr. František Tvrdoň (1954–1958)
- Otto Ficner (1958–1959)
- Miroslav Hrabovský (1960–1963)
- Antonín Sosík (1963–1969)
- Oldřich Medek (1969–1986)
- RNDr. Vladimír Bukáček (1986–1992)
- RNDr. Vladimír Zicháček (1992–2007)
- RNDr. Radim Slouka (od 2007 dosud)

## Vyučující
- Matěj Pavlík, Svatý Gorazd II., v letech 1923 až 1924[2]

## Studenti
- Karel Absolon, archeolog, na Slovanském gymnáziu studoval, ale střední školu absolvoval v Brně
- Otakar Bystřina, právník a spisovatel, studoval na Slovanském gymnáziu, ale maturoval v Chrudimi

## Významní absolventi
- Michal Bartoň, ústavní právník
- Zdeněk Fierlinger, politik, předseda vlády
- Karel Floss, filosof
- Vítězslav Houdek, spisovatel
- Mořic Hruban, politik
- Ivan Langer, politik
- Helena Lisická, spisovatelka
- Petr Novotný, moderátor
- František Ondrúšek, malíř
- Josef Otruba, botanik
- Zdenka Papoušková, právnička, v letech 2016 – 2020 děkanka PF UP, prorektorka UP
- Vladimír Petřek, pravoslavný kněz, účastník protinacistického odboje, v roce 2020 svatořečen
- Vojtěch Pikal, politik
- Leopold Pospíšil, právní antropolog
- Milan Tichák, historik
- František kardinál Tomášek, 34. arcibiskup pražský a primas český
- Rudolf Vanýsek, lékař
- Emil Viklický, hudebník
- František Vitásek, geograf, profesor přírodovědecké fakulty Masarykovy univerzity v Brně, člen ČSAV[3]